# Aruba Networks
Aruba Networks, anteriormente conocida como Aruba Wireless Networks, es una subsidiaria de redes inalámbricas con sede en Santa Clara, California, de la compañía Hewlett Packard Enterprise. 
La empresa fue fundada en Sunnyvale, California en 2002 por Keerti Melkote y Pankaj Manglik. El 2 de marzo de 2015, Hewlett-Packard anunció que adquiriría Aruba Networks por aproximadamente USD $3.000 millones en un acuerdo en efectivo. El 19 de mayo de 2015, HP completó la adquisición. A partir del 1 de noviembre de 2015, la compañía opera como una subsidiaria de la compañía Hewlett Packard Enterprise y continúa enfocándose en la red de campus y sucursales. 
El 13 de noviembre de 2018, Aruba anunció nuevas soluciones de redes empresariales y software de inteligencia artificial.
El 20 de noviembre de 2018, Aruba lanza su primer producto Wi-Fi 6.

## Cronología de la compañía
2002 - Aruba Wireless Networks fue fundada por Keerti Melkote y Pankaj Manglik 
2003 - Primer envío del cliente a Warner Bros. 
2005 - La compañía celebra un acuerdo de OEM para Alcatel-Lucent para revender equipos inalámbricos; Microsoft estandariza en redes inalámbricas de Aruba 
2006 - Dominic Orr se convierte en Director Ejecutivo 
2007 - Aruba Networks cotiza en el mercado NASDAQ 
2010 - Excede 1 millón de AP totales enviados 
2011 - Excede $1.000 millones de ingresos totales 
2012 - ingresa al mercado de control de acceso a redes para abordar el crecimiento de BYOD 
2013 - se expande al mercado de servicios de ubicación con orientación y tecnología BLE 
2015 - Hewlett-Packard anuncia su intención de adquirir Aruba Networks 
2017 - amplía la cartera de seguridad con la solución de análisis de comportamiento de usuarios y entidades (UEBA) 
2018 - presenta la cartera de análisis y garantía basada en inteligencia artificial 

## Productos
- Redes: puntos de acceso Wi-Fi (interiores y exteriores), conmutadores Ethernet, controladores de LAN inalámbrica (WLC) y productos SD-WAN
- Gestión de red: Plataforma de gestión de AirWave, Central basada en la nube; Activar para la gestión de inventario de activos y aprovisionamiento
- Seguridad de red: ClearPass Policy Manager para control de acceso a la red; IntroSpect for User & Entity Behavior Analytics (UEBA)
- Análisis y garantía de servicio: NetInsight; Sensores de garantía de servicio (anteriormente Cape Networks)
- Servicios basados en la ubicación: Aruba Beacons, Aruba Tags, Meridian Location Services Engine, Meridian AppMaker, Analytics Location Engine (ALE)

## Adquisiciones
- Network Chemistry, adquirida en julio de 2007
- AirWave Wireless se adquirió el 9 de enero de 2008[4]
- Azalea Networks fue adquirida el 2 de septiembre de 2010
- El 14 de diciembre de 2010 se adquirió Amigopod Assets and Technology.
- Avenda Systems fue adquirida el 8 de diciembre de 2011
- Meridian Apps fue adquirida el 16 de mayo de 2013
- HP adquiere Aruba Networks el 2 de marzo de 2015
- Rasa Networks fue adquirida el 16 de mayo de 2016
- Niara Inc. fue adquirida el 1 de febrero de 2017
- Cape Networks fue adquirida el 27 de marzo de 2018

## Reconocimiento
- Gartner reconoce a Aruba como líder en su informe de mercado Gartner Magic Quadrant (MQ) 2018 para la Infraestructura de acceso LAN inalámbrica y cableada por 13.º año consecutivo.[cita requerida]
- Aruba recibió la clasificación más alta en 5 de 6 casos de uso en el informe de Capacidades Críticas (CC) de Infraestructura de Acceso a LAN con Cable e Inalámbrico 2018 de Gartner.
- Aruba fue nombrada entre los 20 mejores proveedores de seguridad de red 2018 de CRN por su 360 Secure Fabric.[5]
- Aruba fue nombrada entre los 25 mejores proveedores de software y servicios móviles 2018 de CRN por su arquitectura mobile-first.[6]
- Aruba IntroSpect gana el premio SC Magazine 2018 a la mejor tecnología de detección de amenazas[7]
- Gartner reconoce a Aruba como líder en su informe de mercado Gartner Magic Quadrant (MQ) de 2017 para Infraestructura de acceso LAN inalámbrica y cableada por 12.º año consecutivo.[8]
- El informe de capacidades críticas de infraestructura de acceso a redes inalámbricas y cableadas (CC) de Gartner 2017 reconoce a Aruba como el principal proveedor de la industria en todas las categorías. Aruba recibió las puntuaciones más altas de productos en 6 de los 6 casos de uso.[9]
- Aruba Partner Ready for Networking fue nombrado un programa de seguridad de 5 estrellas y un proveedor de redes unificadas de 5 estrellas y comunicaciones unificadas en la Guía del programa de socios 2017 de CRN.[10]
- Aruba Asset Tracking nombrado ganador del premio IoT Evolution 2017 Asset Tracking Award.[11]
- La serie 8400 Switch de Aruba fue nombrada Producto del año 2017 por CRN.[12]
- Universal Profiler de Aruba recibió el Premio a la Innovación de Red 2017 de Tech Target.[13]
- El 8400 Switch de Aruba[14] y el Asset Tracking ganan los premios Tech Innovator de CRN 2017 para Networking Awards.[15]
- El conmutador 8400 de Aruba recibe el Premio al Nuevo Producto 2017 por Planificación y Gestión Escolar.[16]